# Chambak
Chambak es una comuna (khum) del distrito de Phnum Sruoch, en la provincia de Kompung Speu, Camboya. En marzo de 2008 tenía una población estimada de 3 396 habitantes.
Se encuentra ubicada en el suroeste del país, a escasa distancia al sur del lago Sap (Tonlé Sap), al oeste del río Mekong, al norte de la frontera con Vietnam y al este del golfo de Tailandia.